# دیزه‌راسوی بزرگ
دیزه‌راسوی بزرگ (نام علمی: Galictis vittata) نام یک گونه از سرده دیزه‌راسو است.